# 免疫球蛋白独特型

独特型影响恒定区（图中标记CL和CH1-3）。

免疫球蛋白独特型是在不同个体的抗体上的等位基因。
为了减少移植排斥反应，组织分型中会试图匹配捐献者和接受者以相同或相似的独特型。
最重要的类型是Gm（重链）和km（轻链）。
此外独特型还被用于解决亲子关系纠纷。